# Перуц, Лео
Лео Перуц (нем. Leo Perutz, полное имя Leopold Perutz; 2 ноября 1882, Прага — 25 августа 1957, Бад-Ишль, земля Верхняя Австрия) — австрийский писатель, признанный мастер экспрессионизма и «магической» литературы, «хоррора».
Один из самых известных немецкоязычных писателей 1920-х годов, Перуц начал терять популярность после запрета «еврейского искусства» в Германии из-за прихода к власти национал-социалистов. После аншлюса эмигрировал в Палестину. К 1950-м Перуц был практически забыт в Европе, сохраняя известность только в Латинской Америке. Новая популярность и осмысление места и влияния творчества Перуца на европейскую и австрийскую литературу пришли к писателю лишь после смерти, в 1980—1990-х годах.

## Биография и творчество
Был старшим ребёнком из четырёх в еврейской нерелигиозной семье:176, перебравшейся в Богемию из Толедо в XVII веке вследствие гонений на евреев в Испании. В Испании фамилия его предков была, вероятно, Перес. Отец — коммерсант, владелец текстильной фабрики. В 1899 году (по другим данным — в 1901) семья из Праги перебралась в Вену, где Лео окончил гимназию (без аттестата). К разочарованию родителей, сын не питал большой склонности к фамильному бизнесу, целиком увлеченный деятельностью малоизвестного литературного кружка «Freilicht». Лео отслужил в армии в качестве вольноопределяющегося, необременительная служба проходила в Праге. Отслужив, Перуц в 1904 году вернулся в Вену, где работал страховым агентом, одновременно как вольный слушатель посещая университет и Технический институт. В октябре 1907 года Лео Перуц получил должность агента в страховом обществе «Assicurazioni Generali» в Триесте. Примечательно, что в то же самое время в пражском филиале того же страхового общества приступил к работе Франц Кафка, с творчеством которого часто сравнивают сочинения Перуца. С 1908 по 1923 год писатель работал страховым агентом в компании Anker-Versicherung.

### Первые публикации
Первой публикацией Перуца стала новелла «Смерть мессира Лоренцо Барди» (нем. Der Tod des Messer Lorenzo Bardi) в венском Zeit в 1907 году, за которой последовали ещё несколько рассказов, к которым Перуц призывал друзей не относиться серьёзно и не считать его пока писателем. В это время он работал над своим первым романом «Третья пуля» (нем. Die dritte Kugel), который вышел в свет в 1915 году. Действие романа происходит в Мексике, в период завоевания испанцами империи ацтеков. Уже в первой книге появляются мотивы гибели, близости смерти, типичные для всего его творчества. Публикация вызвала ряд лестных отзывов критики.

### Участие в Первой мировой войне
В августе того же года Перуц мобилизован на войну. После тяжёлого ранения в лёгкое, полученного на Восточном фронте 4 июня 1916 года недалеко от Рогатина, он был комиссован в чине лейтенанта. Благодаря математическим способностям, он попал в штаб военной прессы в Вене, где работал дешифровщиком; позднее Перуц перешёл в раздел цензуры. В штабе военной прессы Перуц мог лично познакомиться с такими выдающимися писателями, как Райнер Мария Рильке, Гуго фон Гофмансталь, Роберт Музиль.

### После Первой мировой войны
В 1918 году Лео Перуц женился на 22-летней дочери врача Иде Вайль, с которой у него были романтические отношения ещё с юности. В том же году Лео Перуц достиг подлинного литературного признания — с этого времени и до запрета в 1933 году его романы были одними из наиболее читаемых в Германии. Вышел его роман «Прыжок в неизвестное» (нем. «Zwischen neun und neun» — «Между девятью и девятью»), мгновенно став бестселлером. История Станислава Дембы, который проживает насыщенные событиями 12 часов романа, может также трактоваться как его предсмертная грёза. В том же году Перуц выступил в печати с несколькими резонансными статьями, критиковавшими систему военного правосудия, материалы одной из которых вошли в сатирическую драму «Последние дни человечества» Карла Крауса.
После первой книги Лео Перуц издал подряд несколько романов, пользовавшихся колоссальным успехом, и в начале 1920-х оставил работу страхового агента, всецело отдавшись литературе. Особенно стоит выделить романы «Маркиз де Болибар» (нем. Der Marques de Bolibar) и «Мастер страшного суда» (нем. Der Meister des Jüngsten Tages), увидевшие свет в 1920 и 1923 годах, соответственно. В этих романах отразились характерные черты мастерства писателя.
Романы Перуца — это фантасмагории, в которых причудливо переплетаются оккультные и бытовые мотивы. Вопрос жанровой принадлежности их является дискуссионным, так как в принципе каждое проявление сверхъестественного в них поддаётся рациональному объяснению. Экспрессионизм изобразительных средств заставляет писателя часто обращать пристальное внимание на психические патологии, заставляя задаваться вопросом: а что именно из описанного реально?:177—178 Действие его произведений обычно происходит в или связано с прошлым, почти всегда разворачивается в мире аллюзий, фантазии и мистическо-оккультистских видений, где моменты призрачные и нереальные сменяются юмором и иронией:177—178. Но всегда в его произведениях присутствует смерть, гибель. Сюжет романов типично супердетерминирован: конечный итог известен заранее, неясен только путь к нему, часто предстающий в тексте в виде двух различных, противоречащих друг другу нарративов, излагаемых не вполне надёжными рассказчиками.

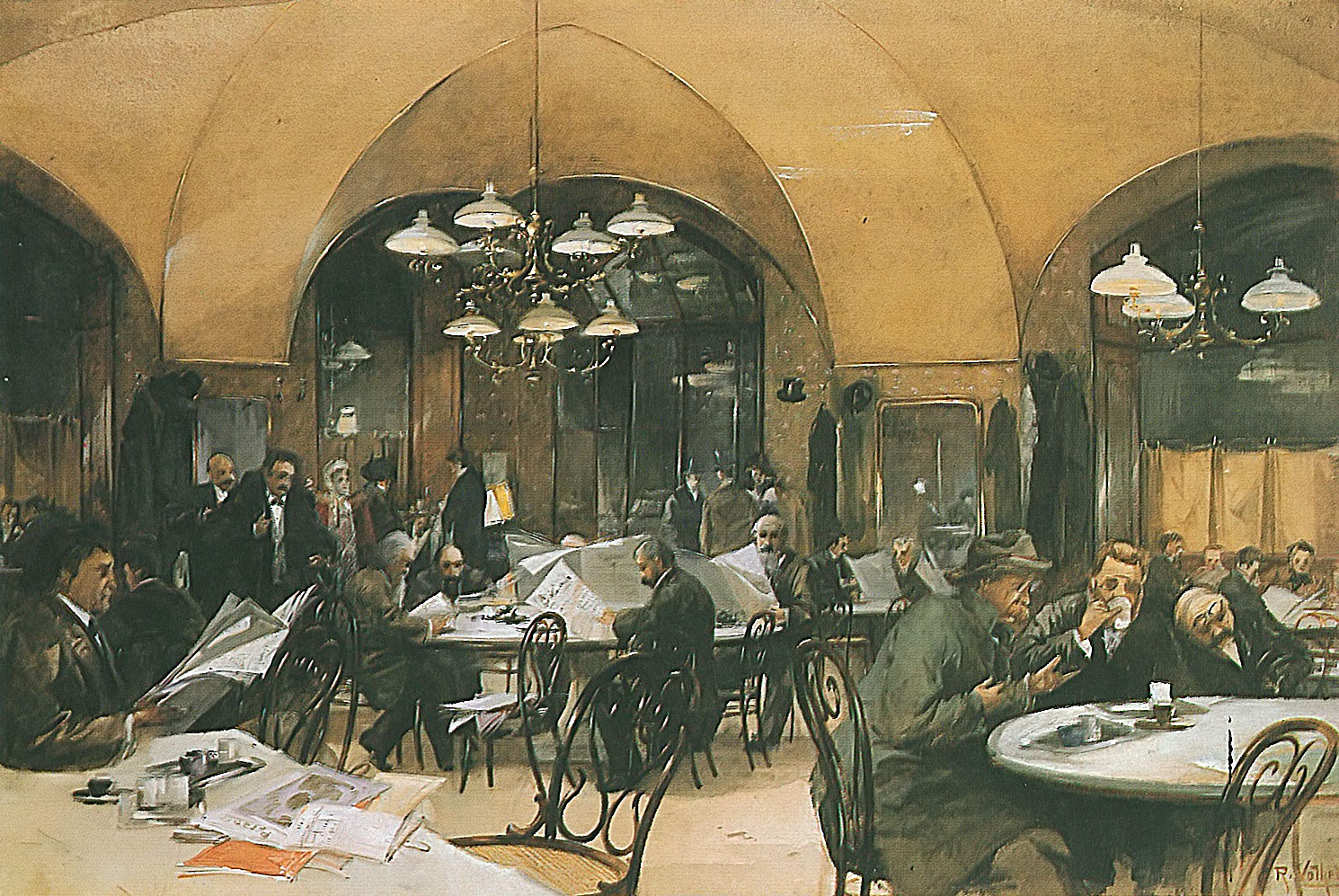
Известное венское литературное кафе «Гринштайдль» (картина 1896 года кисти Рейнхольда Фёлькеля)

Характер писателя был сложным и неуживчивым, даже грубым, он только сам выбирал, с кем сближаться, при этом отличался язвительностью и нелюбовью к снобизму, а также к своим поклонникам. Свои произведения он не считал заслуживающими серьёзного научного изучения, не любил их интерпретации критиками, и за всю жизнь не дал ни одного интервью. Перуц не переносил, когда его причисляли к пражской «фантастической прозе», ассоциирующейся с именами Густава Майринка и Пауля Бюссона. Занимался коллекционированием старинного холодного оружия, был заядлым картёжником и даже выпустил под псевдонимом пособие по игре в бридж. Начиная с работы страховым агентом Перуц интересовался математикой, опубликовал несколько работ по страховой статистике в научных журналах:177. По воспоминаниям писателя Пауля Франка, отличался консервативностью во взглядах и привычках: все романы писал при помощи стального пера и чернильницы, не пользуясь авторучками и пишущими машинками, при этом постоянно их переписывал, стремясь к предельной точности. Писатель был завсегдатаем венских писательских кафе, особенно «Херренхоф» и «Гринштайдль», где также встречался и беседовал с известными учёными и философами той поры. В 1920-е годы писатель некоторое время симпатизировал австрийским социал-демократам, но затем отошёл от них, а в 1930-х побыл монархистом-легитимистом:177.
На творчество Лео Перуца обратил внимание кинематограф, был экранизирован целый ряд его работ. Большим успехом для Перуца стало подписание контракта с Metro-Goldwyn-Mayer на экранизацию романа «Прыжок в неизвестное», хотя фильм так и не был снят. В 1929 году Перуц выпустил роман «Эх, яблочко, куда ж ты катишься?» (нем. Wohin rollst du, Äpfelchen…), изначально разрабатывавшийся писателем как киносценарий и разошедшийся более чем двумя миллионами копий. Это история мести австрийского офицера, побывавшего во время войны в России в лагере для военнопленных. Он не может забыть издевательств над ним со стороны русского полковника. Герой романа преследует полковника в России во время Гражданской войны, потом в Константинополе, куда бежит сам полковник, потом по всей Европе и, наконец, неожиданно для самого себя обнаруживает его у себя дома, в Вене — но пламя мести, на которую он употребил к этому времени столько сил и средств, включая жизни случайно встретившихся на его пути людей, полностью исчерпала себя. Эта книга сильно повлияла на Бондиану Яна Флеминга, в письме Перуцу Ян писал: «К сожалению, слово „гениальность“ давно упало в цене и потеряло свой изначальный смысл, иначе я бы назвал эту книгу „просто гениальной“».
В 1928 году вскоре после третьих родов от воспаления лёгких умерла жена Лео Перуца, что стало для него большим ударом. Эта потеря надолго ввергла его в отчаяние, близкое к душевному расстройству, он увлёкся медиумизмом, пытаясь связаться с ней, затем, пытаясь забыться, вёл интрижки с другими женщинами. Однако Перуц нашёл в себе силы продолжить литературное творчество. Тридцатые годы отмечены опытами Перуца с театральным искусством: пьеса «Путешествие в Братиславу» (нем. Die Reise nach Preßburg), написанная совместно с Гансом Адлером, не имела, несмотря на звёздный актёрский состав, особого успеха ни в Австрии (1930), ни на Бродвее (1933), однако следующая криминальная комедия «Завтра праздник» (нем. Morgen ist Feiertag), поставленная впервые в 1935 году, стала коммерческим успехом и была экранизирована в Аргентине в 1941 году.
В это десятилетие Перуц также написал два романа: «Снег святого Петра» (нем. St. Petri-Schnee), вышедший в 1933 году, предвосхитил в беллетристической форме более современные идеи связи религиозных массовых психозов в средневековой Европе с эрготизмом, а «Шведский всадник» (нем. Der schwedische Reiter), увидевший свет в 1936 году, выделяется своей закольцованной, как лента Мёбиуса, композицией. Эти книги сразу по выходе в свет были запрещены в фашистской Германии (другая версия утверждает, что сам Перуц не входил в список запрещённых авторов, однако издательский дом Zsolnay, который его издавал, считался еврейским и не мог распространять книг на территории Германии:177); в Австрии и Венгрии романы остались практически незамеченными. Положение Перуца на родине всё более осложнялось.

### Второй брак, эмиграция
16 мая 1935 года Перуц женился вторично, на дочери зажиточного коммерсанта Грете Гамбургер.
После того, как в 1938 году немецкие войска заняли Австрию, Перуц со второй женой и двумя дочерьми и сыном от первого брака выехал по визе в Венецию, оттуда в Хайфу:177, а позднее — в Тель-Авив. Коллекцию оружия конфисковали на границе Палестины, Перуцу пришлось вновь поступить на службу в страховое агентство, но он продолжил коллекционировать, теперь — местные археологические редкости и почтовые марки.
В Тель-Авиве писатель вёл очень замкнутый образ жизни, хотя и вошёл в палестинский ПЕН-клуб. Он встречался лишь с избранными друзьями, в числе которых Арнольд Цвейг и Макс Брод. В его творчестве наступил кризис, работа над новыми произведениями стопорилась. Его надежды снискать себе литературное признание в США оказались тщетными, однако писатель стал неожиданно популярным в Южной Америке. Там были переведены и изданы многие романы Перуца, по мотивам книг сняты несколько кинофильмов. Во многом Перуц добился этого успеха благодаря популяризаторской деятельности Хорхе Луиса Борхеса. Последний, в частности, добился издания романа «Мастер Страшного суда» в популярнейшей книжной серии «Классики детектива» в 1946 году. Тем не менее, довоенного успеха писателю повторить так и не удалось, и в 1949 году он написал пророческие слова: «Моё воскрешение через 40 лет станет ещё более достоверным, если какой-нибудь историк литературы откроет меня заново и поднимет крик, что мои романы несправедливо забыты». (нем. Um so sicherer ist meine Auferstehung in 40 Jahren, wenn mich irgendein Literaturhistoriker wiederentdeckt und ein großes Geschrei darüber erhebt, dass meine Romane zu Unrecht vergessen sind).
Начиная с 1947 года, Перуц каждое лето проводил в Европе, в 1950 году после долгого перерыва он получил возможность посетить Австрию. После провозглашения государства Израиль Перуц раздумывал над эмиграцией, так как не хотел жить в национальном государстве, считая национализм и патриотизм причиной многих бед мира с начала XIX века. В 1951 году Перуц завершил работу над романом «Ночи под каменным мостом» (нем. Nachts unter der steinernen Brücke), который он начал писать ещё в 1924 году — это единственный его роман с пражскими корнями «фантастической прозы». В книге, действие которой происходит в Праге XVI века, оживают все самые загадочные пражские персонажи описываемой эпохи, вошедшие в городской фольклор — император Рудольф II, влюблённый в жену еврейского богача Майзеля Эстер, и астроном Иоганн Кеплер, и граф Валленштейн, и мудрый раввин Лёв, и алхимики со Златой улочки. Роман был отвергнут давним издателем Перуца Zsolnay и опубликован во Франкфурте-на-Майне только в 1953 году, но не вызвал особого читательского интереса.

### Возвращение в Австрию

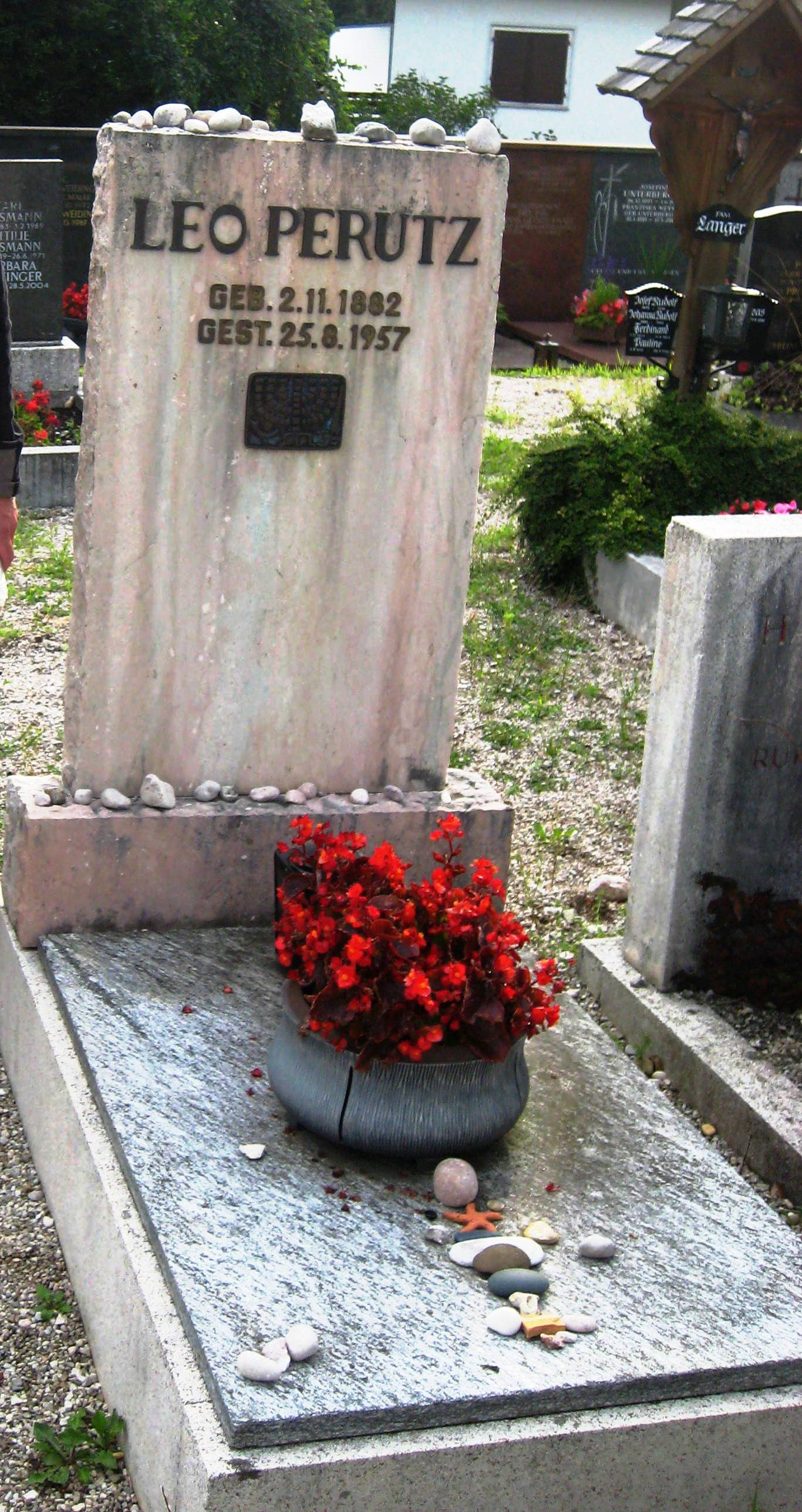
Могила писателя в Бад-Ишль

В 1952 году писатель снова получает австрийское гражданство. Последние годы жизни Перуц посвятил роману «Иуда Леонардо» (нем. Der Judas des Leonardo, в русском переводе — «Иуда „Тайной вечери“»). Это безыскусная история из жизни Милана начала XVI века, без каких-либо элементов мистики или литературы ужасов. Тема произведения — нравственный смысл искусства. Великий Леонардо да Винчи ищет человека, с которого он мог бы написать Иуду для своей знаменитой картины. И он находит такой прототип, а картина мастера становится для того человека, совершившего бесчестный поступок, навечно обвиняющим актом. В июле 1957 года роман был закончен. По его завершении Лео Перуц, сопровождаемый супругой, отправился в большое путешествие по Европе. Они посещают Францию, Бельгию, наконец, Австрию. Именно там, в курортном местечке Сент-Вольфганг 25 августа 1957 года у Лео Перуца случился инфаркт. Вечером того же дня он скончался в еврейском госпитале в Бад-Ишль и затем был похоронен на местном кладбище:177. Его последний роман «Иуда Леонардо» был посмертно издан в 1959 году.

## Признание
Перуц оценивается как важный европейский автор межвоенного периода:177, его именем названа литературная премия, вручаемая ежегодно с 2010 за лучший немецкоязычный криминальный роман нового автора муниципалитетом Вены и Книготорговой ассоциацией Австрии. Перуц повлиял как на авангардную культуру французского «нового романа» (Ален Роб-Грийе), так и на массовую культуру (Альфред Хичкок, Ян Флеминг). В 1920-х годах произведения Лео Перуца были переведены на 21 язык. 
В дневниках Даниила Хармса встречается фамилия Перуц, она была внесена Хармсом в длинный список, озаглавленный как «Всемирная литература». По мнению составителей комментариев к дневникам Хармса, А. Кобринского и А. Устинова, Хармс совершил описку и на самом деле имел в виду фамилию другого еврейского писателя Переца. Но при этом три романа Лео Перуца — «Прыжок в неизвестное», «Мастер страшного суда» и «Парикмахер Тюрлюпэн» — были впервые опубликованы в Советском Союзе в 1924 году, в то время как упомянутая выше дневниковая запись Хармса относится к 1926—1927 году. Таким образом, Даниил Хармс вполне мог читать Лео Перуца, и, возможно, отметил в своих дневниках именно его фамилию.
Перевод этих трёх романов принадлежал перу Исая Мандельштама.  Затем книги Перуца надолго были недоступны советскому читателю. В начале 1990-х годов интерес к Перуцу возник вновь, прежде всего, благодаря самоотверженной работе уральского переводчика К. Белокурова, переведшего большую часть наследия писателя на русский язык.
В мире же возвращение Перуца началось в 1960-е годы, сначала в романских странах: во Франции в 1962 году Перуц за роман «Маркиз де Болибар» посмертно был награждён премией «При ноктюрн» (фр. Le Prix Nocturne), его высоко оценивали Полан и Каюа. В 1980-е годы в бывшей ГДР произведения Перуца выходили целыми сериями, началось также осмысление его наследия и его места в литературе критикой. По роману «Ночи под каменным мостом» была написана композитором Цезарем Бресгеном опера «Пражский ангел» (поставлена в Зальцбурге в 1978 году, дирижёр Бернхард Конц). В англоязычном мире интерес возобновился в 1980-х — 1990-х годах после публикации серии переводов его романов издательством Harvill Press:177. В 1989 году режиссёр Михаэль Кельман поставил в Вене фильм по роману Перуца «Мастер страшного суда». Фильмы по произведениям Перуца снимали также аргентинский кинорежиссёр Луис Саславский, Фил Ютци, Гай Мэдден, Петер Патцак, и другие режиссёры.

## Произведения
Романы:
- Третья пуля (1915)
- Чудо мангового дерева (Das Mangobaumwunder, 1916, совместно с Паулем Франком)
- Прыжок в неизвестное («Между девятью и девятью») (1918)
- Маркиз де Болибар (1920)
- Мастер Страшного суда (1922)
- Парикмахер Тюрлюпэн (1924)
- Эх, яблочко, куда ж ты катишься? (1928)
- Казак и соловей (Der Kosak und die Nachtigall, 1928, совместно с Паулем Франком; экранизация 1934)
- Снег Святого Петра (1933)
- Шведский всадник (1936)
- Ночи под Каменным мостом (1952)
- Иуда Леонардо (1959, посмертное издание с редакцией текста)

### Использованная литература
- Грищенков Р. Предисловие // Мастер Страшного Суда :  [рус.] / Перуц Л. ; Сост. Грищенков Р. — СПб : Кристалл, 2000. — С. 5—10. — 1152 с. — (Библиотека мировой литературы). — ISBN 5-306-00016-9.
- Мичковский О., Маркина Е. О ком молчал Лео Перуц // Шведский всадник и другие магические романы :  [рус.] / Перуц Л. ; Сост. Еремеев Ф. А. — Екатеринбург : Издательство Уральского Университета, 1998. — С. 640—648. — 656 с. — (Библиотека мировой литературы). — ISBN 5-7525-0610-7.
- Гуревич Р. В. Лео Перуц // История австрийской литературы XX века: в 2 тт. :  [рус.] / Отв. ред. Седельник В. Д. — М. : Издательство ИМЛИ РАН, 2009. — Т. 1. Конец XIX — середина XX века. — С. 502—540. — 632 с. — ISBN 978-5-9208-0330-6.